# 1881年の相撲
1881年の相撲（1881ねんのすもう）は、1881年の相撲関係のできごとについて述べる。

## 天覧相撲
5月9日、島津忠義公爵別邸に明治天皇が行幸、天覧相撲が30番行われた。

## 興行
- 1月場所（東京相撲）[2]
  - 興行場所:本所回向院
  - 1月9日より晴天10日間興行
- 5月場所（東京相撲）[3]
  - 興行場所:本所回向院
  - 5月16日より晴天10日間興行
- 7月場所（東京大阪合併相撲）[4]
  - 興行場所:難波新地
  - 10日間興行
- 7月場所（三都合併相撲）[4]
  - 興行場所:四条南芝居
  - 10日間興行

## 誕生
- 2月2日 - 近江冨士初太郎（最高位：小結、所属：出羽ノ海部屋、+ 1940年【昭和15年】）[5]
- 2月14日 - 明石竜兵太郎（最高位：前頭10枚目、所属：八角部屋→雷部屋→八角部屋、+ 1931年【昭和6年】）[6]
- 3月5日 - 上ヶ汐福治郎（最高位：前頭3枚目、所属：若藤部屋、+ 1935年【昭和10年】）[7]
- 7月6日 - 綾浪源鋭（最高位：関脇、所属：追手風部屋→高砂部屋→追手風部屋、+ 1927年【昭和2年】）[8]
- 10月10日 - 柏戸宗五郎（最高位：小結、所属：伊勢ノ海部屋、+ 1946年【昭和21年】）[8]

## 死去
- 8月20日 - 小柳常吉（最高位：関脇、所属：阿武松部屋→武隈部屋→鬼面山部屋、年寄：阿武松、* 1839年【天保10年】）